# Fundación Beyeler

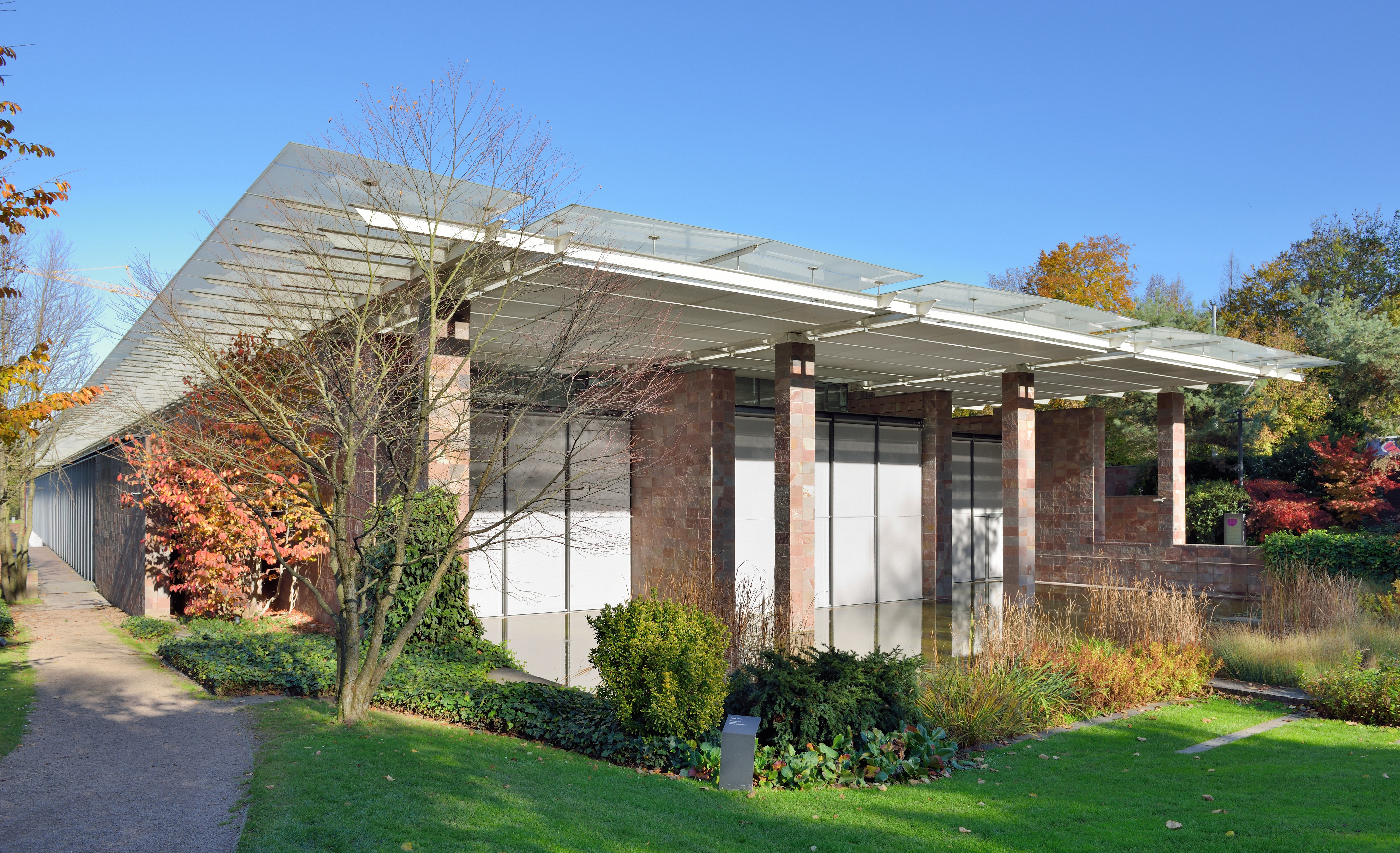
Fundación Beyeler.

La Fundación Beyeler de Riehen, cerca de Basilea, Suiza, es la propietaria de la colección de arte de Hildy y Ernst Beyeler, trasladada a la fundación en el año 1982.

## Historia
Los marchantes de arte Ernst Beyeler (16 de julio de 1921 - 25 de febrero de 2010) e Hilda Kunz (1922 - 18 de julio de 2008), conocida como Hildy, crearon la Fundación Beyeler en 1982 y encargaron a Renzo Piano el diseño de un museo para albergar su colección privada. La colección se expuso públicamente por primera vez en su totalidad en el Centro de Arte Reina Sofía de Madrid en 1989, posteriormente en la Nueva Galería Nacional de Berlín en 1993 y en la Galería de Arte de Nueva Gales del Sur en Sídney en 1997.
Con la construcción de la estructura del museo de Renzo Piano en 1997, la Fundación Beyeler puso su colección permanentemente a disposición del público. El museo está debidamente financiado y recibe subvenciones anuales de los cantones de Basilea-Ciudad y de Basilea-Campiña y de la comuna de Riehen. Los principales socios de la Fundación son Bayer AG, Novartis y el banco suizo UBS.

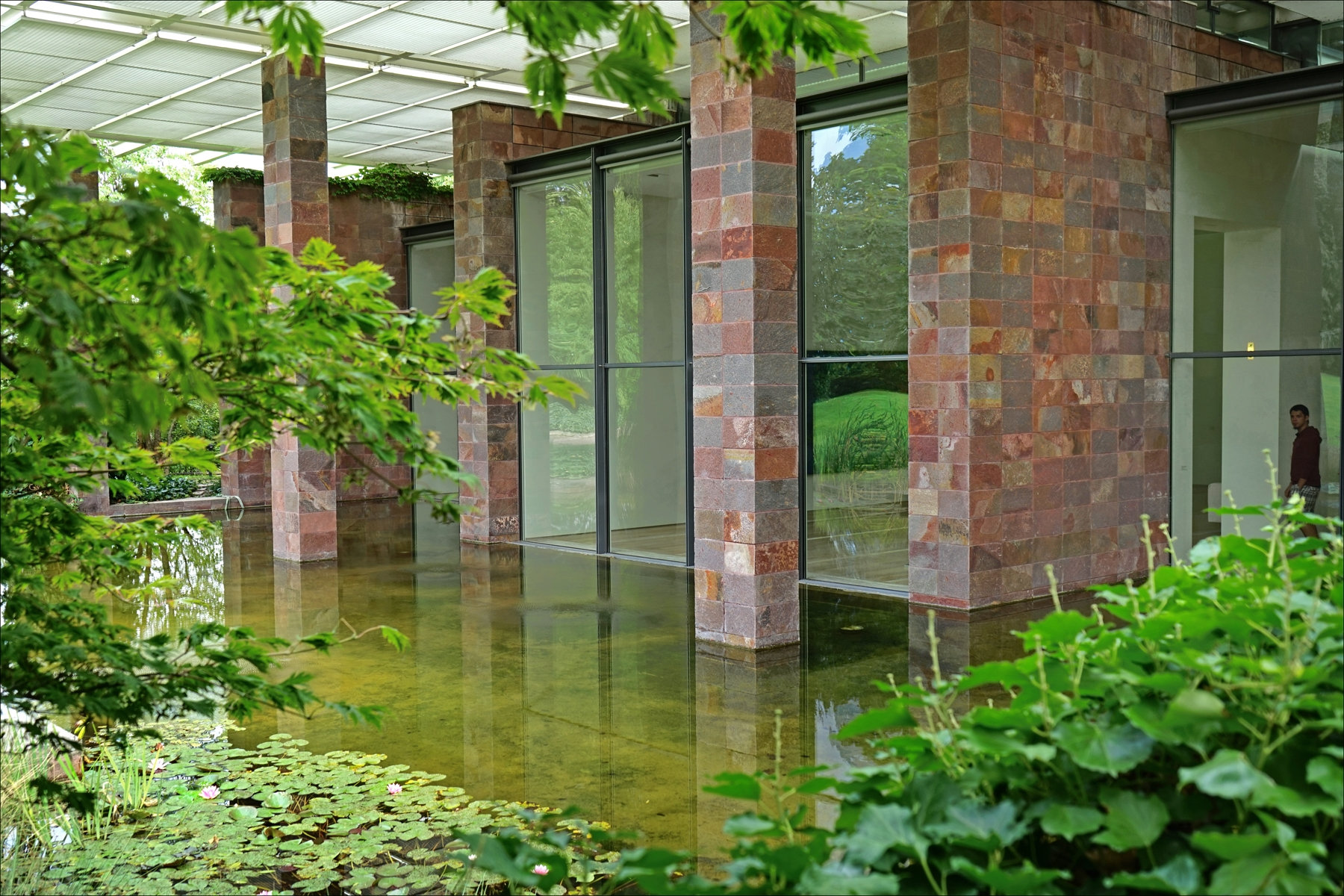
Vista exterior de la Fundación Beyeler

## Colección y exposiciones
El museo, concebido por Renzo Piano, alberga desde 1997 la colección Beyeler. Se muestran alrededor de 200 obras de arte de Degas, Monet, Cézanne, van Gogh, Picasso, Warhol, Lichtenstein o Bacon. Una tercera parte de la superficie de exposición está reservada para exposiciones temporales, que complementan la colección permanente. Los jardines que rodean al museo también sirven a menudo de escenario para exposiciones temporales, como, por ejemplo, para la protagonizada por Christo y Jeanne-Claude en noviembre/diciembre de 1998, cuando envolvieron los árboles del parque.